# Інститут сходознавства імені А. Ю. Кримського НАН України
Інститут сходознавства ім. А. Ю. Кримського НАН України — науково-дослідний інститут Відділення історії, філософії та права НАН України, провідна українська наукова установа з проблем сходознавства. Розташований в місті Києві на вулиці Михайла Грушевського, 4.
Інститут сходознавства засновано постановою Президії Академії наук УРСР № 278 від 22 жовтня 1991 року. Його було названо на честь українського сходознавця Агатангела Кримського.
Свою наукову діяльність Інститут здійснює відповідно до Статуту установи, затвердженого 12 травня 2003 року (реєстраційний № 17/1088), Закону України «Про наукову і науково-технічну діяльність», Постанов Президії Національної академії наук України.
Перший директор Інституту — всесвітньо відомий сходознавець академік Омелян Пріцак.

## Структура

### Відділ Азіатсько-Тихоокеанського регіону
Відділ Азіатсько-Тихоокеанського регіону займається вивченням історії та різних аспектів сучасного розвитку країн Східної, Південної та Південно-Східної Азії. Цей підрозділ як відділ Далекого Сходу почав своє існування з моменту створення Інституту сходознавства ім. А. Ю. Кримського НАН України у 1991 р., проте у 1996 р. припинив своє існування через брак фінансування та недостатнє кадрове забезпечення. У 2004 р. відбулось відновлення роботи відділу Далекого Сходу, який у 2018 р. було перейменовано на відділ Азіатсько-Тихоокеанського регіону через необхідність упорядкування з напрямами наукової роботи структурного підрозділу та інституту в цілому.
Відділ очолювали: у 1991–1993 рр. – канд. економ. наук В. В. Величко, 1994–1996 рр. – канд. істор. наук О. Д. Огнєва, від 2006 р. – доктор філос. наук В. О. Кіктенко.
На початковому етапі у відділі працювали зарубіжні науковці (китайська дослідниця Ван Яньюань та російські китаєзнавці – Є. І. Кичанов, А. І. Кобзєв, І. Ф. Попова), що було викликано нерозвиненістю на той момент сходознавства в Україні й відповідно необхідністю залучення до розбудови цієї наукової галузі провідних фахівців. У різні роки у відділі працювали В. І. Гамянін, О. І. Кобелянська, Т. М. Колотилова, С. А. Кошовий, А. Б. Курганська, В. П. Меньшиков, А. А. Накорчевський, С. О. Нікішенко, С. С. Лещинський, І. В. Отрощенко, Л. Ф. Павлішина, В. Л. Пирогов, В. А. Рубель, О. В. Товянська,  М. М. Усольцева, Г. А. Хорошилов, Б. П. Яценко.
Від початку створення відділу була розпочата робота із дослідження історії, філософії, релігії, культури та соціально-економічного розвитку країн Далекого Сходу. Протягом 1990-х років велась робота з підготовки науково коментованого перекладу низки джерел з історії Давнього та Середньовічного Китаю, вивчалось осіле господарства країн Сходу у порівнянні з кочовим на прикладі Китаю (В. В. Величко, Є. І. Кичанов, І. Ф. Попова). Була підготовлена до друку монографія з питань розвитку будівельно-архітектурного комплексу Китаю, Японії, В’єтнаму (П. І. Приходько, В. В. Величко). Досліджено тибетський середньовічний трактат з теорії образотворчого мистецтва, проаналізована колекція в традиції північного буддизму, що зберігається в Музеї Західного та Східного мистецтва (Київ), визначені східні впливи на творчість Л. Українки (О. Д. Огнєва). Приділялась увага дослідженню окремих питань Середньовічної, Нової та Новітньої історії Японії (Л. Ф. Павлішина, В. А. Рубель). Було здійснено складання каталогів найважливіших джерел та наукових праць за науковою тематикою відділу (В. В. Величко, Є. I. Кичанов, А. І. Кобзєв, О. Д. Огнєва І. Ф. Попова, Г. А. Хорошилов).
У період з 2006 по 2011 рік наукові співробітники відділу досліджували суспільно-політичні та економічні трансформаційні процеси, крос-культурні контакти в традиційних країнах Східної та Південно-Східної Азії (В’єтнам, Китай, Корея, Монголія, Тибет, Японія), а також вивчали пам’ятки писемної, матеріальної та духовної культури Східної Азії в Україні. Був здійснений країнознавчий аналіз перебігу суспільно-економічних процесів в Японії, отримані нові дані про особливості геополітики Японії, здійснене дослідження японських монополій, особливостей туристичного бізнесу та державно-корпоративної структура господарства цієї країни, взаємодії «країна-світове господарство» та глобалізаційних викликах на зламі ХХ – ХХІ ст.  (Б. П. Яценко). Було розглянуто розвиток кокуґаку («національної науки», «країнознавства») – філософської школи, а також побудованого на її ідеях суспільного, культурного і політичного руху, що мав значний вплив на процеси суспільно-політичної та культурної трансформації в Японії у сер. ХІХ ст. Важливими напрямками роботи стало вивчення нових релігій Японії, що почали виникати з ХІХ ст. (С. В. Капранов). Здійснені перші переклади українською мовою японського поету, дзен-буддійського ченця,  каліграфа і філософа XVIII ст. Рьокана та  унікальної японської поетичної антології «Кокін-вака-сю», укладеної відомим японським поетом-філологом Фудзіварою Садаіе (Тейка) 1235 року. Також були надруковані роботи, присвячені творчому шляху японських письменників Абе Кобо та Акутагава Рюноске (І. П. Бондаренко). Досліджувалось явище диглосії в Японії та Україні, порівняння досвіду далекосхідних держав у врегулюванні мовних проблем з мовною ситуацією у сучасній Україні, лінгвокультурологічний аналіз особливостей паремійного фонду сучасної японської мови в історичній ретроспективі, особливості паремійного складу японської мови тощо. Видані словник японських прислів’їв і приказок з відповідниками українською, російською, англійською, німецькою, французькою та латинською мовами (В. Л. Пирогов), перший переклад українською мовою поетичних творів одного з найвідоміших корейських поетів XX ст. Кім Соволя (1902–1934) (І. П. Бондаренко). Досліджено низку проблем, пов’язаних з історією, філософією, наукою та культурою домодерного Китаю, історичні зв’язки між країнами даного регіону. Вивчалась історико-філософська концепція науки й цивілізації в Китаю видатного англійського вченого Дж. Нідема (1900–1995). Також проводилися історіографічні дослідження українсько-китайських відносин від часів раннього Середньовіччя до сьогодення, піднімалися питання щодо дискусій навколо китайської логіки, гіпотез походження китайської цивілізації, проблему конфуціанства в між цивілізаційному діалозі тощо (В. О. Кіктенко). Була досліджена низка проблем, пов’язаних з історією, історіографією та культурою народів Центральної Азії та Далекого Сходу – Монголії, Внутрішньої Монголії, Сіньцзяну, Туви, Бурятії. Особлива увага приділялась національному руху монголів, «монгольському питанню», стосункам Монголії з Росією та Китаєм, тенденцій в історіографії з тувинського питання, становищу бурятської громади в Монголії тощо (І. В. Отрощенко). Досліджена низку проблем, пов’язаних з мовою та культурою В’єтнаму; елементи китайської мови та культури у фразеологізмах, прислів’ях, ідіомах в’єтнамської мови; соціально-політичні реформи та трансформації світоглядув Соціалістичній Республіці В’єтнам (В. А. Мусійчук). Важливим напрямком стало вивчення «Сходу» у творчості Лесі Українки й творчості письменниці на Сході, а також питанням поширення буддійського мистецтва на території України й формування музейних і приватних колекцій. Було досліджено зразки сакральної пластики калмицького походження в зібранні Дому-музею ім. Миколи Реріха, Музею західного і східного мистецтва, Муніципальному музею особистих колекцій імені О. В. Блещунова, Національного музею мистецтв ім. Богдана та Варвари Ханенків (О. Д. Огнєва). За результатами роботи відділу в даний період було видано збірник наукових статей «Суспільно-політичні трансформаційні процеси в країнах Сходу».
У період з 2012 до 2014 рік наукові співробітники відділу досліджували політичні та соціокультурні основи модернізаційних процесів у країнах Східної Азії. Певним продовженням попередніх досліджень стало вивчення досвіду суспільно-політичних, економічних та культурних процесів у сучасній Японії. Детально проаналізовані інтерпретація буддизму М. Еліаде, роль сінто у модернізації Японії, становлення сучасної форми основного й найбільш традиційного напрямусінто тощо (С. В. Капранов). Було завершено багаторічне вивчення реконструкції історії та філософії домодерної китайської науки в роботах провідних західних учених, досліджені сучасні методології вивчення китайської філософії та започатковано дослідження впливу різних філософських напрямків на процес модернізації Китаю (В. О. Кіктенко). Проведено аналіз східного вектору стратегічного партнерства України в умовах глобального світу інтерпретації та методології, результати якого були оформлені у вигляді аналітичної доповіді (В. О. Кіктенко, В. А. Мусійчук, І. В. Отрощенко, Ю. С. Філь). Продовжене розпочате у попередні роки дослідження, присвячене укладанню правил практичної транскрипції в’єтнамських власних назв українською мовою (В. А. Мусійчук), досліджувався в’єтнамський (В. А. Мусійчук) та японський національний менталітет (О. І. Кобелянська). Низка публікацій була присвячена єдиному в Україні середньовічному тибетському рукописному збірнику, історії та мистецтву Тибету (О. Д. Огнєва). Досліджено окремі зв’язки України з країнами Сходу за посередництвом культурних та духовних діячів (О. Д. Огнєва). Особливу увагу було приділено вивченню політичних та соціокультурних основ модернізаційних процесів у буддійській громаді Туви (І. В. Отрощенко) та  процесу державотворення у Непалі у Новий час (Д. Є. Марков). Досліджувались окремі питання фонології та синтаксису китайської мови, а також особливості сучасної «дисидентської» та забороненої літератури КНР. Здійснено порівняльний аналіз мовної політики КНР та України впродовж ХХ ст., розглянуто спільні риси та досвід двох країн (Є. В. Гобова).
У період з 2015 по 2016 рік наукові співробітники відділу досліджували модернізацію Китаю в політичному дискурсі країн Азії та в Україні. Основна увага була зосереджена на тому, як азійські країни сприймають політичні й соціально-економічні процеси сусіднього Китаю та як оцінюють їх. У публікаціях розкриті дискусії політиків та вчених щодо теорії «мирного підйому/розвитку Китаю»; розглянуті основні положення сучасного формулювання «теорії китайської загрози» та весь спектр думок щодо зростання Китаю як небезпечного для світового порядку, а також судження китайських вчених і міжнародне сприйняття даної концепції; проаналізована історичні передумови формування, внутрішній зміст і міжнародний контекст концепції «китайська мрія» як нової ідеології національного відродження; показано, що у внутрішній політиці КНР «м’яка сила» сприяє підняттю національного духу, зміцненню ідентичності народу, збереженню і розвитку стародавньої китайської культури, а також підтримує єдність Китаю, а для зовнішньої політики «м’яка сила» повинна посилити міжнародний вплив Китаю та сприяти взаєморозумінню між народами (В. О. Кіктенко). Проблеми двосторонніх відносин та взаємного сприйняття китайців з материкового Китаю та Гонконгу в публікаціях були розглянуті з точки зору когнітивної лінгвістики у аналізі політичного дискурсу в англомовних та китайськомовних ЗМІ Гонконгу та материкового КНР. Також розкрита тема мовної політики та її ролі у встановленні добросусідських відносин Гонконгу з Китаєм, подані міркування про те, як досвід Китаю може бути використаний в Україні (Є. В. Гобова).  Японський погляд на Китай знайшов відображення у публікаціях, які розкривають сутність феномену паназіатизму, специфіку його японського варіанту, місце Китаю в його ідеології, процес формування ідеології японського паназіатизму та його еволюцію, а також сучасному етапу розвитку паназіатизму. Для докладнішого аналізу обрано приклад одного з найбільш відомих представників паназіатизму –  політичного мислителя КітаІккі (1883–1937), ідеї якого й сьогодні продовжують цікавити японських інтелектуалів (С. В. Капранов). Було досліджено низку проблем, пов’язаних зі сприйняттям модернізації Сіньцзян-Уйгурського автономного району КНР казахстанськими ЗМІ та науковою спільнотою, зокрема бачення казахстанськими ЗМІ ролі СУАР в політичному та економічному розвитку Республіки Казахстан (І. В. Отрощенко). Для з’ясування в’єтнамського погляду на Китай проаналізовано тематичне наповнення публікацій стосовно Китаю у в’єтнамських ЗМІ, розкрито офіційний політичний дискурс В’єтнаму стосовно оцінок історичного поступу і сучасного стану в’єтнамо-китайських відносин (починаючи зі встановлення дипломатичних відносин з КНР у 1950 р. і донині), досліджено історичні умови запозичення китайських лексем до в’єтнамської мови, їхня продуктивність у творенні неологізмів та стилістичні особливості функціонування (В. А. Мусійчук). Погляд з Непалу представлений через аналіз офіційного політичного дискурсу країни, а також різноманітних інтернет-ресурсів тощо, які дають уявлення про думку інтелектуальної еліти Непалу з цього питання. Особлива увага була приділена  проблемі зростання впливу КНР в регіоні і намаганням Непалу побудувати партнерські відносини, як з Індією, так і з Китаєм (Д. Є. Марков). За результатами даного дослідження видана колективна монографія «Китай очима Азії».
У період з 2017 по 2019 рік наукові співробітники відділу працювали над темою «Соціокультурні особливості розвитку та реалізації інтелектуального потенціалу в країнах Східної, Південної та Південно-Східної Азії. Було досліджено стан, проблеми розвитку і ефективності використання інтелектуального потенціалу в країнах Східної, Південної та Південно-Східної Азії. Визначено фактори посилення взаємодії креативних еліт, влади і бізнесу у створенні і підтримці конкурентоздатності інтелектуального потенціалу в країнах Азії. Виявлено нові тенденції у науковій, освітянській, культурній, інформаційній системах, а також шляхи адаптації європейського досвіду формування інтелектуальних ресурсів і управління інтелектуальним потенціалом у азійських країнах.
Проаналізовано концепт ІНІЦІАТИВА «ОДИН ПОЯС, ОДИН ШЛЯХ» як китайський образ мислення зі створення єдиного, оперізувального шляху, що одночасно міфологізує і глобалізує історичний Шовковий шлях для вирішення сучасних завдань модернізації та глобалізації Китаю. Розглянута історія розвитку феноменологічного руху в Китаї з 1920-х років й до сьогодення. Показано, що в даний час феноменологія в Китаї знаходитьсяна стадії сприйняття цього напрямку західної думки і формування власних феноменологічних досліджень, в яких виділяють три течії 1) актуальність феноменології для конфуціанства і буддизму, 2) феноменологія в історичному контексті, 3) діалог між феноменологією та аналітичною філософією. Проаналізовані головні положення політичної філософії Чжао Тін’яна («система Піднебесної» як китайська альтернатива сучасному світовому порядку) та неортодоксальна інтерпретація марксизму китайським філософом Фен Ці.  (В. О. Кіктенко). Висвітлено досягнення політики реформ і відкритості Китаю від початку її імплементації у 1979 році до сьогоднішнього часу. Розглянуто основні засоби втілення перетворень, що призвели до стрімкого зростання КНР до рівня другої економіки світу (Є. В. Гобова, В. О. Кіктенко).
Були досліджені інтелектуальні біографії визначних японських інтелектуалів –Кіото Нісіди Кітаро, Танабе Хадзіме, Нісітані Кейдзі, Кіта Іккі, Окави Сюмея, а також пізню соціально-філософську творчість письменника Місіми Юкіо. Особливу увагу приділено вивченню дзен-буддизму в період від Реставрації Мейдзі (1868) до кінця ХХ ст. Досліджено маловідому історію японських інтелектуалів, випускників Київської духовної академії (Симеон Міі, Даниїл Конісі, Клімент Намеда, Кавамото Какусабуро, Сайкайсі Сідзука). На прикладі Японії розглянуто такий показник інтелектуального потенціалу нації, як кількість і якісний склад вчених, літераторів та суспільних діячів, які отримали престижну Нобелівську премію  (С. В. Капранов). Досліджувались дискусійне питання про вживання поняття «релігія» стосовно духовної культури Японії та роль освіти як одного із основних чинників формування інтелектуального потенціалу, а саме, модерної системи освіти в Японії в XIX – XX столітті, особливостей викладання гуманітаристики, а також політика історичної пам’яті в сучасній культурі Японії (А. А. Накорчевський).
Розглянуто сучасний стан систем освіти та науки В’єтнаму та їхній вплив на формування і розвиток інтелектуального потенціалу цієї країни на макрорівні (інтелектуальний потенціал суспільства, держави), проведено дослідження наукометричних вимірювань у В’єтнамі, Здійснено розглянуто питання інтеграції в’єтнамської науки до світової наукової спільноти досліджувалось побутування та специфіка поняття «інтелектуальний потенціал» у в’єтнамській мові.  (В. А.Мусійчук).
Була проаналізовано процес формування вестернізованих індуських політичних еліт у Північній Індії з 1858 р. до 1921 р. та формування загально-індійської ідентичності за колоніальної доби, розкрита діяльність християнських місій на Півночі Індії за колоніальної доби, показане сприйняття діяльності християнських місій представниками різних прошарків індійського суспільства. В контексті різних напрямків гуманітарного знання досліджено формування індійського націоналізму  (Ю. С. Філь). Формування руху за соціальні реформи розглянуто у зв’язку з регіональним відродженням (ренесансом дравідської культури), а також зародженням націоналістичної свідомості в південно-індійській ситуації, враховуючи вплив як популярних у загально-індійському масштабі націоналістичних концепцій (що надійшли у Мадрас з Бенґалії та північно-західних областей Індії), так і регіональних ідей про націю. Особливе місце відведено «жіночому питанню», що було наріжним у реформістському процесі мадраського президентства  (М. М. Усольцева). Продовжено вивчення тибетської літератури, тибетської буддійської іконографії; з’ясовано можливі шляхи появи в Україні поштових листівок з китайськими сюжетами, виданих у Китаї наприкінці XIX – початку XX ст. Показано образ Лхаси в тибетській сучасній прозі на матеріалі оповідання китаємовного тибетського письменника Норбу Церінга “Відпущена вівця” (О. Д.Огнєва). На основі вивчення першоджерел розглянуто процес і особливості входження гімалайського князівства Мустанг до складу єдиного непальського королівства наприкінці XVIII –на початку XIX століття. В цілому досліджувались різні аспекти взаємодії сангхи і державної влади в Непалі в період Середньовіччя і початку Нового часу. Відтворена історію непальського буддійського монастиря Гум Баха, проаналізована іконографія храмів віхари (Д. Є.Марков).
Також в цей період було підготовлено та видано монографію «Історія китаєзнавства в Україні (XVIII – початок XXI століття)», в якій представлено спадщину українських китаєзнавців та процес розвитку цієї наукової галузі в Україні із залученням маловідомих та невідомих історичних джерел, що зберігаються у фондах бібліотек та архівів України (В. О. Кіктенко). Розроблено академічну систему транскрибування українською мовою китайських слів та власних назв (Є. В. Гобова). Здійснено коментований переклад із санскриту 6–11глав «Бгаґавадґіти» – однієї з найвідоміших священних книг індуїзму (Д. В. Бурба). Постійно велика увага приділяється аналізу сучасних відносин України з країнами АТР.
З 2020 до 2021 р. Відділ Азіатсько-Тихоокеанського регіону виконував тему «Формування модерних ідеологій у країнах Східної, Південної та Південно-Східної Азії». У 2021 р. окремі наукові співробітники брали участь у темі «Східний вектор зовнішньої політики України (Близький Схід, Південна Азія, КНР) в контексті стратегії національної безпеки».
Загалом видано 19 монографій, 2 колективні монографії, 5 підручників, 1 посібник, 2 словника, 1 розмовник, 385 статей, 5 перекладів, 3 аналітичні доповіді.
Відділ Азіатсько-Тихоокеанського регіону проводить значну організаційну роботу з підготовки двох міжнародних наукових конференцій – «Китайська цивілізація: традиції та сучасність», «Цирендоржиєвські читання», та Українсько-китайського стратегічного форуму. Наукові співробітники відділу беруть участь у міжнародних наукових проєктах, виступають з доповідями на українських та міжнародних наукових конференціях.  
Науковий потенціал відділу дозволяє вирішувати різноманітні актуальні проблеми у полі вивчення історії, мов, культури, політики в традиційних і сучасних суспільствах східних країн АТР.

### Відділ Близького та Середнього Сходу
Відділ Близького та Середнього Сходу функціонує у складі Інституту сходознавства з початку його існування. У 2000–2014 рр. мав назву відділу класичного Сходу. Згідно з баченням засновника Інституту акад. О. Й. Пріцака, традиційне сходознавство, тобто фундаментальні дослідження з історії країн і народів Сходу та східної філології, мало становити основний напрям діяльності Інституту. Тому з самого початку роботу відділу було зосереджено на джерелах східного походження і літературній спадщини народів Сходу.
Об’єктом дослідження співробітників відділу традиційно виступають сакральні тексти Сходу, оригінальні історичні джерела східними мовами (арабською, гебрайською, тюркськими, давньоєгипетською), східні рукописи та пам’ятки матеріальної культури.
Основними напрямами досліджень відділу є: виявлення, вивчення, підготовка до видання пам’яток писемності народів Близького та Середнього Сходу, які зберігаються в українських архівних та бібліотечних фондах; дослідження та опис пам’яток матеріальної культури, які зберігаються в музейних фондах України; академічний переклад пам’яток східної писемності; дослідження корпусу автентичних релігійно-доктринальних текстів авраамітичних релігій, їхньої рецепції, інтерпретації та лінгвістичних особливостей; дослідження та публікація коментованих перекладів корпусу давньоєгипетських релігійних текстів, пам’яток і документів із колекцій давньоєгипетських артефактів України та зарубіжжя; дослідження проблематики мов, літератур, історії, культури, релігії народів Близького та Середнього Сходу на матеріалі оригінальних джерел східними мовами.
Впродовж багатьох років відділ очолював д. філол. наук, професор В. С. Рибалкін (1991–1996, 1999–2016) – провідний вітчизняний фахівець у галузі арабістики, ісламознавства, археографії та палеографії, історії сходознавства, літературознавства. З вересня 2016 р. відділ очолює д. філол. наук, провідний науковий співробітник О. О. Хамрай.
У різні роки у відділі працювали Р. Р. Гамада, А. Л. Зелінський, А. П. Зенцев, В. Г. Крюков, Т. Ф. Маленька, Л. А. Петрова, Я. Є. Полотнюк, В. В. Приймаченко, Т. Б. Приходько, Д. А. Радівілов, В. А. Рубель, К. М. Тищенко, В. А. Храновський, Д. В. Шестопалець та ін.
Співробітниками відділу протягом попередніх років велася робота за такими плановими темами, як “Автохтонна традиція коранічної екзегези” (науковий керівник – В. С. Рибалкін); “Соціокультурна функція сакрального тексту на Сході: лінгвостилістичний, ідейно-естетичний та правничий аспекти” (науковий керівник – В. С. Рибалкін); “Релігійно-доктринальні тексти Сходу: семантика і прагматика, рецепція та інтерпретація” (науковий керівник – В. С. Рибалкін); “Східні пам’ятки в фондах України: особливості писемних традицій” (науковий керівник – О. О. Хамрай); “Східні артефакти в публічних і приватних колекціях України” (науковий керівник – О. О. Хамрай).
Дослідження корпусу сакральних текстів і культурної спадщини давньоєгипетської цивілізації вже багато років посідає помітне місце в тематиці досліджень. Науковцями успішно розроблялися такі напрямки, як “Давньоєгипетська картина світу в образотворчій традиції Книги мертвих” (М. О. Тарасенко), “Графічні образи Текстів Пірамід та інших текстів Давнього Царства” (О. О. Романова), “Зовнішньополітична історія держави Птолемеїв та еволюція птолемеївської монархії від Сотера до Епіфана” (А. Л. Зелінський). Результати досліджень представлено у монографіях “Папирусный свиток на виньетках древнеегипетской Книги мертвых” (М. О. Тарасенко), “Доброчесна людина в Стародавньому Єгипті за автобіографічними текстами від Давнього до Середнього Царства” (О. О. Романова), “Александрійські фараони та їхні піддані. Зміцнення влади перших Птолемеїв” (А. Л. Зелінський).
Одним із найважливіших напрямків роботи була підготовка академічного перекладу тексту Корану українською мовою з коментарями, базованими на автохтонній традиції арабомовної екзегетики, середньовічних тлумачних словниках та досвіді західних перекладачів у потрактовці смислів Святого Письма мусульман (В. С. Рибалкін). Частину тексту було видано 2002 р., згодом коментовані переклади вибраних сур регулярно публікувалися у журналі “Східний світ”. Дослідники-ісламознавці працювали за такими напрямами, як “Специфіка рецепції та інтерпретації коранічного тексту” (В. С. Рибалкін), “Релігійно-політична доктрина ібадитів” (Д. А. Радівілов), “Морально-етичні настанови у доктринальних текстах ісламу” (Д. В. Шестопалець).
Східні пам’ятки та артефакти, що зберігаються в українських фондах, зарубіжними фахівцями майже не досліджувалися. Вітчизняні дослідники проводили дослідження окремих колекцій, проте і досі в бібліотечних та архівних сховищах і музеях України зберігається значна кількість недосліджених і навіть неідентифікованих східних пам’яток. Найдовшу історію дослідження – з кінця ХІХ – поч. ХХ ст. – мають давньоєгипетські пам’ятки, наявні в України. На сьогодні їхній корпус налічує понад 1000 об’єктів, і  вони належать до різних хронологічних періодів історії Стародавнього Єгипту – від додинастичної епохи до греко-римського часу. Одним із перших до них звернувся російський єгиптолог Б. О. Тураєв, який видав публікації зі стислим описом єгипетських старожитностей, що містилися в зібраннях міст тієї частини України, яка на той час була під владою Російської Імперії, зокрема, Києва (1899) та Одеси (1912). У радянський період публікації окремих пам’яток здійснив одеський єгиптолог В. О. Доніч. Згодом значна частина єгипетських старожитностей була опублікована в англомовному каталозі О. Д. Берлева – С. І. Ходжаш, що вийшов у Швейцарії (1998). Новий етап у дослідженні єгипетських артефактів наступив вже у часи незалежності України. Низка пам’яток та їхніх писемних свідоцтв була введена в науковий обіг співробітниками відділу М. О. Тарасенком та О. О. Романовою. Завершено архівні та музейні дослідження давньоєгипетських пам’яток ХХІ династії, наявних у музеях України. Введено в науковий обіг раніше невідомі архівні документи з Державного архіву Одеської області, Наукового архіву Інституту археології НАН України, Рукописного архіву Наукового фонду Одеського археологічного музею, Наукового архіву Національного музею історії України тощо. Триває робота з підготовки каталогів та описів колекцій пам’яток давньоєгипетської цивілізації, які зберігаються у фондах України (Національний Музею мистецтв імені Богдана та Варвари Ханенків, Одеський археологічний музей НАНУ, Національний Києво-Печерський історико-культурний заповідник, Львівський музей історії релігії, Музей східного мистецтва в Золочівському замку та ін.).
Вивчення окремих колекцій арабо-мусульманських рукописів (Національної бібліотеки України ім. В.І. Вернадського, Наукової бібліотеки Львівського національного університету ім. І. Франка) у 1970‑1990 рр. проводили українські сходознавці Я. Є. Полотнюк, В. С. Рибалкін, О. В. Савченко, Д. А. Радівілов. Наявні стислі описи цих рукописів потребують перегляду, коригування й перевидання у вигляді детальних наукових каталогів. Наразі триває робота з дослідження, ідентифікації, опису окремих одиниць зібрання та їхніх складових частин. В Україні зберігається також низка арабо-християнських рукописів, у т. ч. список відомого історичного джерела XVII ст. “Подорож патріарха Макарія Антіохійського”. Його було видано 2015 р. у межах спільного з Румунською академією наукового проекту (Ю. І. Петрова).
Ідентифікацією, каталогізацією та описом єврейських рукописів у фонді юдаїки Національної бібліотеки України ім. В. І. Вернадського займається О. О. Хамрай. Його зусиллями встановлено шляхи формування колекції, виявлено пам’ятки гебрайською, арамейською та арабською мовами, які датуються періодом XII–XVIII ст.
Серед східних пам’яток, які зберігаються у публічних і приватних колекціях України, важливе місце належить тюркомовним рукописним матеріалам. Найбільшим із них є зібрання рукописів Одеського товариства історії та старожитностей, яке зберігається у фондах Інституту рукопису Національної бібліотеки України ім. В. І. Вернадського. Досліджено і введено у науковий обіг низку тюркомовних пам’яток із зазначеного зібрання, зокрема рукописну збірку “Абу-л-Газі. Родовід тюрків” (Н. С. Сейтяг’яєв). Опубліковано нові документи османсько-турецькою мовою, які стосуються історії дипломатичних відносин Османської держави з Гетьманською Україною у XVII–XVIIІ ст., зроблено їхню транслітерацію сучасною турецькою графікою та переклад українською (О. Г. Середа). Проводилися дослідження конфесійних текстів немусульманських тюркомовних народів з України, Молдови, Литви, Польщі (гагаузів, кримчаків, караїмів, урумів) у межах роботи з видання караманлійських пам’яток Причорномор’я (І. М. Дрига).
Тематика досліджень відділу не обмежувалася зазначеними напрямами і розширювалася лінгвістичними студіями фахівців зі східних мов: у галузі арабської лінгвістичної традиції (В. С. Рибалкін), арабської теоретичної граматики і фонетики (О. О. Хамрай), арабської діалектології та соціолінгвістики (Ю. І. Петрова), актуальних проблем тюркології, у т. ч. документалізації та ревіталізації загрожених тюркських мов України (І. М. Дрига).
Наразі співробітниками відділу ведеться робота за плановими темами “Східні рукописи та артефакти в архівних та музейних фондах Східної Європи” (науковий керівник – О. О. Хамрай, 2019–2022) та “Спадщина народів Сходу в Україні: матеріальна культура, текст” (науковий керівник – О. О. Хамрай, 2020–2021). Дослідження зосереджено за такими тематичними напрямками: “Пам’ятки стародавнього Єгипту в Україні” (М. О. Тарасенко, О. О. Романова); “Арабомовні джерела та писемні пам’ятки юдаїки” (О. О. Хамрай, Ю. І. Петрова); “Рукописна спадщина тюркомовних народів” (І. М. Дрига, Н. С. Сейтяг’яєв).
Фахівці відділу беруть активну участь у численних міжнародних наукових конференціях в Україні та за кордоном, підтримують тісні зв’язки з зарубіжними академічними установами. З деякими із них проводилася і ведеться робота у межах спільних наукових проектів: з Інститутом досліджень Південно-Східної Європи Румунської академії – за проектом “17th Century Historical Sources Concerning Moldavia and Ukraine: Research on Paul of Aleppo’s Travels of Macarius III, Patriarch of Antioch” (2012–2021), з Інститутом історії ім. Ніколає Йорга Румунської академії – за проектом “Ancient Eastern Artifacts and Other Oriental Items in Public and Private Collections of Romania and Ukraine (2018–2019)”, з Грецьким інститутом єгиптології – у межах Меморандуму про співробітництво (з 2018 р.).
Співробітники брали участь в організації міжнародних наукових конференцій та працювали за іншими напрямками науково-організаційної роботи. В Інституті було проведено I-й (2013 р.) та ІІ-й (2020 р.) Міжнародний науковий круглий стіл “Доісламський Близький Схід: історія, релігія, культура”. У 2015 р. спільно з Центром візантійської історії та цивілізації (UMR 8167) (Париж) та Інститутом досліджень Південно-Східної Європи Румунської академії (Бухарест) у м. Києві  було проведено Міжнародну наукову конференцію “Погляд зі Сходу: Європа в арабських джерелах”.  За результатами роботи конференцій видано збірки матеріалів. З нагоди 60-річчя проф. В. С. Рибалкіна було видано ювілейний збірник статей “Polyphonia Orientis: мова, література, історія, релігія” (2013).
Науковці виїжджали на стажування і у відрядження до закордонних установ (Інститут досліджень Південно-Східної Європи Румунської академії, м. Бухарест; Інститут єгиптології Вільного університету, м. Берлін; Єврейський університет, м. Єрусалим); виступали з лекціями за кордоном (Алмати, Афіни, Бухарест, Стамбул) та організовували лекції зарубіжних вчених (А. Лукашевича, А. Нівинського (Польща), І. Феодоров, М. Чіхо (Румунія), Н. В. Лаврентьєвої (РФ), Ф. Тірадрітті (Італія), А. Маравелії (Греція)) в Інституті сходознавства; брали участь в археологічних експедиціях (М. О. Тарасенко); давали інтерв’ю українським та зарубіжним ЗМІ (В. С. Рибалкін, М. О. Тарасенко, О. О. Романова, І. М. Дрига).
Науковцями відділу опубліковано 13 монографій, 5 видань джерел і перекладів, 6 збірників статей, 2 довідкових та навчальних видання.

### Відділ Сучасного Сходу
Від моменту створення Інституту сходознавства ім. А. Ю. Кримського НАН України (1991 р.) напрямок досліджень проблем сучасного Сходу розглядався як один із пріоритетних. Відділ сучасного Сходу, необхідність якого усвідомлювалася ще на етапі розробки концепції Інституту сходознавства під керівництвом академіка О. Й. Пріцака (1919‑2006), виник як спеціалізований підрозділ, що мав би опікуватися актуальною проблематикою суспільно-політичного та економічного розвитку країн Азії, пошуком оптимальних моделей встановлення й розвитку партнерських відносин між незалежною Україною та країнами Сходу. Тоді відділ очолив Владислав Володимирович Седнєв (1947–2007) – один із ініціаторів створення Інституту сходознавства, досвідчений український китаєзнавець, експерт з питань зовнішньої політики КНР та українсько-китайських відносин. Провідним напрямом роботи підрозділу в цей час стало вивчення специфіки ринкових систем і особливостей функціонування державного й корпоративного секторів економік розвинених азійських країн (Японії, КНР). Не менш важливим напрямком став Близький Схід, а саме дослідження динаміки суспільно-політичних перетворень в країнах MENA, пострадянських країн Південного Кавказу та Центральної Азії, зокрема в контексті формування зовнішньополітичного курсу незалежної України на Близькому Сході, руху в напрямку розбудови стратегічного партнерства з окремими країнамицього макро регіону. Так, Б. П. Яценко активно працював над визначенням моделей економічного розвитку Японії, С. І. Данилов розробляв проблеми соціальних та політичних змін у країнах Магрибу. Численні публікації І. М. Семиволоса у той час висвітлювали різноманітні аспекти палестинсько-ізраїльського конфлікту, відносин Держави Ізраїль із сусідніми арабськими країнами.
Важливим досягненням відділу стало започаткування журналу «Близькосхідний кур’єр» (1994–1998) – спеціалізованого періодичного видання, на сторінках якого висвітлювалися актуальні питання суспільно-політичного, економічного, культурного розвитку країн Близького Сходу. Журнал жваво реагував на події в країнах MENA, транслюючи позицію українських експертних кіл щодо ситуації в регіоні, ставши, таким чином, єдиним науковим виданням в Україні, цілковито присвяченим сучасній близькосхідній проблематиці.«Близькосхідний кур’єр» виходив друком чотири рази на рік і готувався спільно з Центром близькосхідних досліджень, ядро якого складали молоді співробітники Інституту сходознавства ‑ Олександр Богомолов, Ігор Семиволос, Сергій Данилов. За цей час журнал зарекомендував себе як авторитетний експертний майданчик і надійне джерело інформації про події на Близькому Сході. На його сторінках побачили світ статті й аналітичні матеріали співробітників Інституту: О. В. Богомолова, О. Б. Бубенка, С. І. Данилова, Ю. М. Кочубея, Т. Ф. Маленької, Т. Б. Приходько,І. М. Семиволоса, Б. П. Яценка, ‑ а також українських і зарубіжних експертів, державних діячів і дипломатів, політиків і бізнесменів. Значний резонанс мали тематичні номери «Близькосхідного кур’єра», присвячені Державі Кувейт, а також Ісламській Республіці Іран, підготовлені у співпраці з експертами цих країн.
З початком нового тисячоліття тематика відділу сучасного Сходу, очолюваного тепер О. В. Богомоловим – українським арабістом та ісламознавцем, експертом з проблем розвитку сучасних мусульманських суспільств,значно урізноманітнилася. Інтереси науковців відділу стають все більш україноцентричними, спрямованими на пошук ефективних рішень нагальних питань внутрішньої та зовнішньої політики України. У їхніх працях аналізується діяльність сучасних ісламських політичних рухів, висвітлюються внутрішні (міжетнічні, міжконфесійні), міждержавні та регіональні конфлікти, вивчаються питання участі України в міжнародних регіональних організаціях, а також зміни в системах політичного устрою окремих держав Сходу. Ще одним пріоритетним напрямком роботи відділу стають питання впливу суспільно-політичних та культурних трансформацій, які відбуваються в країнах MENA, Центральної Азії та Кавказу, на українське суспільство, пов’язаних із ними безпековими, політичними, економічнимий міграційними ризиками для нашої держави. З метою оперативного інформування української громадськості, науково-експертної спільноти та органів державної влади про події в країнах Центральної Азії та Кавказу співробітники відділу започатковують видання інформаційного бюлетеню «Новости Центральной Азии и Кавказа».
Етапною для відділу в 2002–2006 роках стала науково-дослідна робота «Суспільно-політичні та економічні процеси в країнах Сходу та їхній вплив на розвиток українського суспільства». Мета дослідження полягала в поглибленому розумінні широкого спектру складних і суперечливих процесів, що супроводжували масштабні трансформації в країнах Близького Сходу, Центральної Азії, Кавказу та Азіатсько-Тихоокеанського регіону в контексті розбудови української державності, українського громадянського суспільства, реформування української економіки й реалізації зовнішньополітичних та зовнішньоекономічних інтересів України на східному векторі. У рамках проекту вивчалися моделі політичного та соціально-економічного розвитку близькосхідних країн, нові організаційні форми політичного ісламу, а також етноконфесійні конфлікти на території країн пострадянського простору, пов’язані з боротьбою мусульманських спільнот за збереження своєї релігійної та культурної ідентичності.
Ключовим у межах розробки планової тематики відділу став напрям «Ісламський фактор в Україні». Його виконавці зосередилися на проведенні масштабних польових досліджень одразу в кількох регіонах України – в Луганській, Донецькій, Запорізькій областях, в Автономній Республіці Крим, а також у містах Києві, Харкові, Львові, Вінниці. Науковці відділу долучилися до копіткої роботи із пошуку та збирання різноманітних архівних матеріалів, які дозволили реконструювати історію розвитку ісламських громад та організацій на українських теренах,оцінити масштаб і значущість суспільних процесів, пов’язаних із відродженням ісламу та мусульманських громад в Україні після 1991 р. За результатами цих досліджень видано збірник статей Іслам і українське суспільство: соціальні та політичні аспекти (О. Богомолов, С. Данилов, Д. Радівілов, О. Бубенок, Г. Яворська, Д. Золотарьов, 2004). Через рік побачила світ колективна монографія Ісламська ідентичність в Україні (О. Богомолов, С. Данилов, І. Семиволос, Г. Яворська,2005), яка мала значний резонанс і отримала високу оцінку в науково-експертних колах. У 2006 р. ця монографія вийшла друком також у російськомовній версії, суттєво розширеній та доповненій.
Важливим результатом кількарічної польової та архівної роботи став вихід колективної праці Islamic Education in Ukraine (Alexander Bogomolov, Sergiy Danylov, Oleg Bubenok, Daniil Radivilov) на сторінках авторитетного міжнародного видання Islamic Education in the Soviet Union and Its Successor States (2010), присвяченого ісламській освіті та питанням відтворення релігійних знань серед мусульман в радянську та пострадянську добу.
У ці роки об’єктом уваги науковців відділу ставали питання сучасної ідентичності кримських татар, поширення різноманітних ісламських течій, включаючи радикальні ісламістські рухи, в Автономній Республіці Крим, а також діяльності Меджлісу як інституту самоврядування кримськотатарського народу. З метою визначення місця міноритарних спільнот в етнополітичному ландшафті півдня України здійснювалися тривалі польові дослідження в громадах кримських татар та турків-ахиска на теренах Херсонської області. Результати цієї багаторічної роботи покладено в основу аналітичної доповіді Іслам і політика ідентичностей у Криму: від символічних війн до визнання культурного розмаїття (Ігор Семиволос, Сергій Данилов, Олександр Богомолов, 2009).
Від початку 2010-х рр. важливим напрямком роботи відділу стає експертний моніторинг трансформаційних процесів, що відбуваються в країнах Близького Сходу, Кавказу, Центральної Азії та близькосхідній діаспорі європейських країн, у політичному, соціальному та культурному вимірах. У першу чергу, увага приділяється бурхливим подіям Арабської весни – хвилі масових антиавторитарних протестів, які розпочалися з туніської революції грудня 2010 року й охопили низку арабських країн – як важливому етапу новітньої історії арабського світу, а також наслідкам Арабської весни для країн Близького та Середнього Сходу з точки зору розподілу в них державної влади та політичного впливу. У цей час побачило світ колективне аналітичне видання Іслам та громадянське суспільство в часи випробувань (О. Богомолов, С. Данилов, Д. Радівілов, Д. Шестопалець, 2015). Важливим досягненням цього періоду стала монографія О. В. Богомолова Імена революції: дискурс Арабської весни (2018), в якій на основі широкого масиву арабомовних матеріалів подано глибинний аналіз дискурсів, продукованих учасниками Арабської весни, та ролі в них ісламських традиційних концептів. Не менший інтерес викликала праця О. А. Борділовської Індія і Пакистан: інтелектуальна історія розлучення (2018), на сторінках якої окреслено доленосні моменти взаємин двох сусідніх держав, а також подано аналіз соціокультурних чинників, які впливали на формування суспільної думки і політичної культури в країнах Індостану.
Вагомим компонентом досліджень відділу став аналіз політики України щодо країн Близького Сходу, Центральної Азії та Кавказу, а також іміджу України в інформаційному полі країн макрорегіону. Зокрема, значна увага приділялася сучасному стану українського державного брендінгу в окремих країнах MENAта перспектив його просування в арабомовних медіа (О. А. Сирінська).
Серед інших напрямів роботи відділу у 2010-х – на початку 2020-х рр. можна назвати: моніторинг та аналіз висвітлення в ЗМІ країн Близького Сходу та Середньої Азії російсько-українського конфлікту (С. І. Данилов, І. М. Семиволос); вивчення питань розвитку ісламських інституцій та станудержавно-мусульманських відносин у Російській Федерації (Д. А. Радівілов); дослідження різноманітних аспектів політичної історії Туви (І. В. Отрощенко),періодичної преси татар-мусульман Російської імперії початку ХХ ст. (Д. С. Брильова); аналіз сучасних процесів навернення в іслам серед слов’янського населення Східної Європи (Д. В. Шестопалець). Так, співробітники відділу (О. В. Богомолов, С. І. Данилов) взяли участь у спільному аналітичному виданні Інституту сходознавства ім. А. Ю. Кримського та Національного інституту стратегічних досліджень Близький Схід і Північна Африка як сфера інтересів України (2020), в якому розкрили особливості складного політичного та безпекового ландшафту країн Близького Сходу та Північної Африки після Арабської весни.
Співробітники відділу успішно поєднують наукову роботу з експертною діяльністю. Практичні рекомендації, консультативна допомога з питань міжетнічних та міжконфесійних відносин в Україні у різні періоди діяльності відділу надавалися Раді національної безпеки та оборони України, Департаменту Міністерства юстиції України у справах національностей та міграції, Управлінню Верховного комісара ООН у справах біженців, іншим органам державної влади, громадським організаціям, авторитетним міжнародним інституціям.
У різні роки у відділі сучасного Сходу Інституту сходознавства ім. А. Ю. Кримського НАН України працювали або працюють нині: А. І. Багіров, О. В. Богомолов, О. А. Борділовська, Д. С. Брильова, Т. В. Варава, Л. І. Головачова, С. І. Данилов, Д. Ю. Золотарьов, С. В. Капранов, В. А. Кучмаренко, О. Ч. Кшановський, Т. Ф. Маленька, О. М. Мотріченко, А. А. Накорчевський, В. В. Нанинець, С. О. Нікішенко, І. В. Отрощенко, Д. А. Радівілов, Г. В. Рог, Салах Закут, І. М. Семиволос, О. А. Сирінська, Д. В. Шестопалець, Б. П. Яценко.
За час існування відділу його співробітники видали 18 монографій і аналітичних доповідей, близько 200 статей у наукових періодичних виданнях, взяли участь у десятках наукових і науково-практичних конференцій в Україні та за межами нашої держави, дали сотні інтерв’ю українським, зарубіжним та міжнародним засобам масової інформації.

### Відділ видань та інформації
Відділ випускає наукові фахові журнали Східний світ і Сходознавство, також відділом підготовлено до друку понад 100 монографій та збірників наукових конференцій. Водночас відділом здійснюється супровід і наповнення сайтів наукових журналів Східний світ і Сходознавство та офіційний сайт Інституту сходознавства.

### Бібліотечний відділ
Каталог бібліотеки налічує 8604 одиниць зберігання. Пошук у електронному каталозі можна здійснювати східними мовами.

### Наукові конференції

#### Міжнародна наукова конференція «Сходознавчі читання А. Кримського»
27 червня 2024 р. відбулися ХХVII-мі “Сходознавчі читання А. Кримського”.

#### Міжнародна наукова конференція “Китайська цивілізація: традиції та сучасність”
14 листопада 2024 року відбудеться XVIII-та Міжнародна наукова конференція “Китайська цивілізація: традиції та сучасність”.

## Напрямки діяльності
Головними напрямами діяльності установи є:
- історія сходознавства в Україні і наукова спадщина видатних українських сходознавців, передусім академіка А. Ю. Кримського;
- історія, мови, матеріальна і духовна спадщина народів Близького і Середнього Сходу, Кавказу та Євразійського степу;
- історія, мови, матеріальна і духовна спадщина народів Далекого Сходу, Південної та Південно-Східної Азії;
- суспільно-політичний, економічний, культурний розвиток народів сучасного Сходу.

У структурі Інституту працюють 4 наукові відділи: Близького та Середнього Сходу, Азіатсько-Тихоокеанського регіону, сучасного Сходу, Євразійського степу, а також відділ видань та інформації, музей-садиба академіка А. Ю. Кримського (м. Звенигородка) і наукова бібліотека, у якій представлені вітчизняні і зарубіжні видання зі сходознавства — єгиптології, арабістики, гебраїстики, японознавства, китаїстики, індології та тюркології.
Інститут проводить щорічну міжнародну конференцію «Сходознавчі читання А. Кримського».
Інститут має чотири друковані органи: щоквартальний науковий журнал «Східний світ», збірник наукових статей «Сходознавство», щоквартальний науковий журнал "Китаєзнавчі дослідження" та Інформаційно-аналітичний бюлетень.

## Видання

### Монографії
- Брильов Д. В. Невідомий іслам на теренах України: історія ісламу в Україні кінця XIX – початку XXI ст. - Кам’янець-Подільський : ФОП Панькова А. С., 2023. 380 с. ISBN 978-617-7773-56-5 [6];
- Брильов Д. В. Неві[и]до[и]мий іслам на теренах України: історія ісламу в Україні кінця ХІХ – початку ХХІ ст. / Видання друге, виправлене та доповнене. – Одеса : Видавництво «Азіатика», 2024. – 446 с.[7];
- Бубенок О. Б. Адиги у Північному Причорномор’ї. Київ: Наукова думка. 2019, 416 с. (Ум. друк. арк. 26) ISBN 978-966-00-1702-3 [8];
- Бубенок О. Б. Хозари в історії Східної Європи. К. : Інститут сходознавства ім. А. Ю. Кримського НАН України, 2019. – 316 с.: 6 іл. ISBN 978-966-02-9190-4 [9];
- Давньоєгипетська література в українських перекладах. ред. та упоряд. Миколи Тарасенка; передм. Миколи Тарасенка, Дар’ї Зіборової. Київ–Харків : Видавець Олександр Савчук, 2022. – 256 с. : іл. ISBN 978-617-7538-89-8 [10];
- Західні ідеї в країнах Азії: адаптація, інтерпретація, синтез : колективна монографія. / В. О. Кіктенко, Є. В. Гобова, О. В. Дроботюк та ін. ; Інститут сходознавства ім. А. Ю. Кримського НАН України. — Одеса : Видавництво «Азіатика», 2024. — 288 с. (Ум. друк. арк. 23,4) ISBN 978-617-8310-08-0 [11];
- Іслам і мусульмани в системі державно-конфесійних відносин: європейський та азіатський виміри: колективна монографія / За ред. Д. А. Радівілова. – К.: Видавничий дім «Азіатика», 2024. ISBN 978-617-8310-10-3 [12];
- Кіктенко В. О. «Школа Джозефа Нідема»: дискусії навколо китайської науки та цивілізації : монографія. Київ: Видавничий дім «Гельветика», 2020. — 412 с. УДК 101:001+008(510) ISBN 978-966-992-263-2 [13];
- Кіктенко В.О. Історія українського китаєзнавства (XVIII – Початок XXI століття). - Вид. 2-ге, доп. - Київ : Видавничий дім «Гельветика», 2021. - 484 с. - ISBN 978-966-992-641-8 [14];
- Кіктенко В. О. Західні ідеї в китайському інтелектуальному контексті: від прагматизму до фрейдомарксизму (історико-філософські нариси): монографія / В. О. Кіктенко ; Інститут сходознавства ім. А. Ю. Кримського НАН України. — Одеса : Видавництво «Азіатика», 2024. — 338 с. – (Ум. друк. арк. 27,46) ISBN 978-617-8310-07-3 [15];
- Кримський А. Ю. Вибрані сходознавчі праці в п’яти томах. Т. I. Арабістика. К.: Стилос, 2007. – 432 с. – ISBN 978-966-8518-86-7[16];
- Кримський А. Ю. Вибрані сходознавчі праці в п’яти томах. Т. II. Тюркологія. К.: Стилос, 2007. – 528 с. – ISBN 978-966-8518-87-4[17];
- Кримський А. Ю. Вибрані сходознавчі праці в п’яти томах. Т. ІІІ. Тюркологія. К.: Стилос, 2010. – 416 с. – ISBN 978-966-193-050-5[18];
- Кримський А. Ю. Вибрані сходознавчі праці в п’яти томах. Т. IV. Іраністика. К.: Стилос, 2008. – 388 с. – ISBN 978-966-193-003-1[19];
- Кримський А. Ю. Вибрані сходознавчі праці в п’яти томах. Т. V. „Іраністика. З неопублікованих та малодоступних творів А. Кримського”.  К.: Стилос, 2010. – 428 с. – ISBN 978-966-193-049-9[20];
- Кримський А. Ю. «Історія хазар» К.: Інститут сходознавства ім. А. Ю. Кримського НАН України, 2018. Ум. друк. арк. 20. Тираж 200 прим. – 216 с. ISBN 978-966-02-8775-4[21];
- Кримський А. Ю. Енциклопедична сходознавча спадщина. Упорядники: О. Д. Василюк, Ю. М. Кочубей, О. С. Мавріна, Д. А. Радівілов. – К.: Інститут сходознавства ім. А. Ю. Кримського НАН України, 2018. – 588 с.  ISBN 978-966-02-8777-8[22];
- Агатангел Кримський. Нариси життя і творчості. Л.В. Матвєєва (гол. ред.) Київ: Інститут сходознавства ім. А. Кримського НАН України; Відп. ред.: Василюк О. Д. та ін. – К.: [Видавничий дім „Стилос”], 2006. – 564 с.: іл. – (наукова спадщина сходознавців). – Бібліогр. в кінці ст. – ISBN 966-8518-60-8[23];
- Епістолярна спадщина А. Кримського Т. І К., 2005. – Т. І (1890-1917). 500 с.  ISBN 966-02-3485-6[24];
- Епістолярна спадщина А. Кримського Т. ІІ К., 2006. – Т. ІІ (1918-1941), 359 с. ISBN 966-8518-49-7[25];
- А.Ю. Кримський. Бібліографічний покажчик. Київ: Інститут сходознавства ім. А. Ю. Кримського НАН України 2016. – 276 с.: 1 іл. I ISBN 978-966-02-7935-3[26];
- Курц Б. Г. Східна Європа та Азія: історія торгівлі в XVI — першій половині ХХ ст.: зібрання наукових праць / ред. кол.: В.О. Кіктенко та ін.; Інститут сходознавства ім. А. Ю. Кримського НАН України. – Вид. 2-ге, переробл. і доповн. – Одеса: Видавництво “Азіатика”, 2024. – 772 с. ISBN 978-617-8310-03-5 [27];
- Леся Українка. Повне академічне зібрання творів: у 14 томах. Том 10. «Стародавня історія східних народів». Конспекти. Виписки з книг. Нотатки та інше Луцьк: Волинський національний університет імені Лесі Українки, 2021. — 528 с., 56 с. іл. ISBN 978-966-600-731-8, ISBN 978-966-600-725-7 (Т. 10) [28];
- Модерні ідеології Азії. Колективна монографія. Інститут сходознавства ім. А. Ю. Кримського НАНУ. – Київ : Видавничий дім «Гельветика», 2021. – 256 с. – ISBN978-966-992-710-1 [29];
- Мусійчук В.А. Науково-технічний переклад: ІТ-сфера (в’єтнамська мова). Інтерактивний навчальний посібник. — Одеса : Видавництво «Азіатика», 2024. ISBN 978-617-8310-11-0 [30];
- Огнева О. Ігор Стравінський в Україні: збірка статей / Олена Огнева; ред. кол. серії: К. Гілевич, М. Лінник, М. Мойсеєнко [та ін.]; упоряд., відп. ред. О. Петренко ; Одес. Будинок-Музей ім. М. К. Реріха. — Одеса : Астропринт, 2024. – 300 с.: іл. — (Серія «Спадщина України» : вип. 8) ISBN 978-617-8515-04-1 [31];
- Огнєва О. Д. Леся Українка та її «Стародавня історія східних народів». Історія створення та побутування. Випуск VI. Одеса: Астропринт. 2021. 44 с. (серія «Спадщина України» ). ISBN 978-966-927-429-8 [32];
- Радівілов Д.А., Отрощенко І.В., Шестопалець Д.В., Брильова Д.С., Данилов С.І., Семиволос І.М. Міноритарні спільноти Сходу в загальнонаціональному просторі: конструювання ідентичності та стратегії адаптації. Одеса : Видавничий дім «Гельветика». 2021, 224 с. ISBN 978-966-992-730-9 [33];
- Ріттер П. Г. Санскрит (граматика) / Переклад, редакція, примітки й переднє слово Д.В. Бурби. Кам’янець-Подільський, 2022. 160 с. ISBN 978-617-7773-38-1 [34];
- Романова О. О., Станиціна Г. О. Стародавній Єгипет у Києві: відображення на склі (колекція скляних фото-негативів Наукового архіву Інституту археології НАН України). Інститут археології НАН України; Інститут сходознавства ім. А.Ю. Кримського НАН України. – Київ, 2021. – 336 c.; 75 іл. ISBN 978-617-78-10-28-4 [35];
- Семиволос І. М. Ізраїль // Українська призма: Зовнішня політика 2024. Аналітичне дослідження. ТОВ «Вістка» — Київ, 2025. — 320 с. ISBN 978-617-8189-38-9 [36];
- Тарасенко М. О. Давньоєгипетські статуетки ушебті в зібранні Одеського археологічного музею НАН України Київ: Інститут сходознавства ім. А. Ю. Кримського НАН України, 2021. – 236 с. ISBN 978-966-02-9863-7 [37];
- Тарасенко М. Давньоєгипетські старожитності XXI династії у музеях України. Київ: ВД “Академперіодика”, 2024, 274 с. ISBN 978-966-360-518-0. [38];
- Тарасенко М. О. У пошуках старожитностей з дару хедива. Давньоєгипетські пам’ятники XXI династії в музеях України.  Київ: Інститут сходознавства ім. А. Ю. Кримського НАН України, 2019. – 316 с.: 163 іл. ISBN 978-966-02-9191-1 [39];
- ХаТхі Ван Ань, Мусійчук В.А. В’єтнамська мова: підручник. Рівень В. – Київ : Видавничий дім “Гельветика”, 2021. – 376 с. (Ум. друк. арк. 30,55). – Тираж 300 пр. – ISBN 978-966-992-355-4. [40];
- Шевченко А. М. Господарство Буджака османсько-татарської доби (кінець XV – початок XIX ст.). – Кам’янець-Подільський: ФОП Панькова А. С., 2024. – 96 с.: іл. [41];
- Guermantes Lailari, Dmytro Burtsev (2025) Learning from the Russia-Ukraine War: Implications for the USA, Taiwan, and China, at US Foreign Policy Toward Taiwan. Ambiguity and Commitment in International Relations. Editors: Sabella Ogbobode Abidde, Tony Tai-Ting Liu. Springer Cham. pp. 203-230. [42];
- Petrova Yu. Prefaces of the 18th-Century Christian Arabic Books Printed at Khinshāra: Structural and Thematic Features // Icons, Ornaments, and Other Charms of Christian Arabic Books / Edited by Oana Iacubovschi, Samuel Noble, and Ioana Feodorov. — Berlin-Boston: De Gruyter, 2024. — pp. 187-202. [43];

### Переклади джерел
- “Путешествие патриарха Антиохийского Макария”. Киевский список рукописи Павла Алеппского. Петрова Ю.І. (пер., ком.) К.: Институт востоковедения им. А.Е. Крымского НАН Украины, 2015. – 268 с. ISBN 978-966-02-7720-5 [44] ;
- Лу Юй. «Чайний канон». / Переклад Гобової Є.В. Видавництво «Сафран», 2019 р., Ум. друк. арк. 2,2. – 120 с. ISBN 978-966-97883-1-3 [45]  ;
- Бгаґавадґіта. / Переклад із санскриту, післямова та довідковий апарат Дмитра Бурби. Науковий редактор: Юрій Завгородній. Відповідальний редактор: Андрій Накорчевський. Харків, Фоліо, 2020. – 144 с. ISBN 978-966-03-9110-9 [46] ;
- Давньоєгипетська література в українських перекладах. / ред. та упоряд. Миколи Тарасенка; передм. Миколи Тарасенка, Дар’ї Зіборової. Київ–Харків : Видавець Олександр Савчук, 2022. – 256 с. : іл. ISBN 978-617-7538-89-8 [10] ;
- Paul of Aleppo’s Journal. Vol. 1. Syria, Constantinople, Moldavia, Wallachia and the Cossaks’ Lands / Introductory Study, Arabic Edition and English Translation by Ioana Feodorov with Yulia Petrova, Mihai Țipău and Samuel Noble. Leiden – Boston: Brill, 2024. 897 p. ISSN 2468-2454 ; ISBN 978-90-04-69633-4 (hardback); ISBN 978-90-04-69682-2 (e-book) [47];
- Бгаґавадґіта. “Ґіта-артха-санґрага” Ямуни / Переклад із санскриту, граматичний розбір, переднє слово й коментарі Д. В. Бурби. — К.: Інститут сходознавства ім. А. Ю. Кримського НАН України, 2021. — 640 с. ISBN 978-966-02-9862-0 [48];
- Paul of Aleppo’s Journal. Vol. 1. Syria, Constantinople, Moldavia, Wallachia and the Cossaks’ Lands / Introductory Study, Arabic Edition and English Translation by Ioana Feodorov with Yulia Petrova, Mihai Țipău and Samuel Noble. Leiden – Boston: Brill, 2024. 897 p. ISBN 978-90-04-69633-4 [49];

### Збірники документів
- Середа О. Г. Османсько-українська дипломатія в документах XVII–XVIII ст. Київ, Інститут сходознавства ім. А. Ю. Кримського; Стамбульський університет, 2019. – 176 с. Вид. 2-ге. (Ум. друк. арк. 14,42) [50]  ;

### Періодичні видання
- Східний світ;
- Сходознавство;
- Китаєзнавчі дослідження (журнал)[51];

## Директори інституту
- Омелян Пріцак (1991—2001);
- Матвєєва Леся Василівна (2001—2012);
- Радівілов Данило Анатолійович[52] (2012—2013);
- Богомолов Олександр Вікторович (2013—2021);
- Кіктенко Віктор Олексійович (2021—);